# Număr octaedric

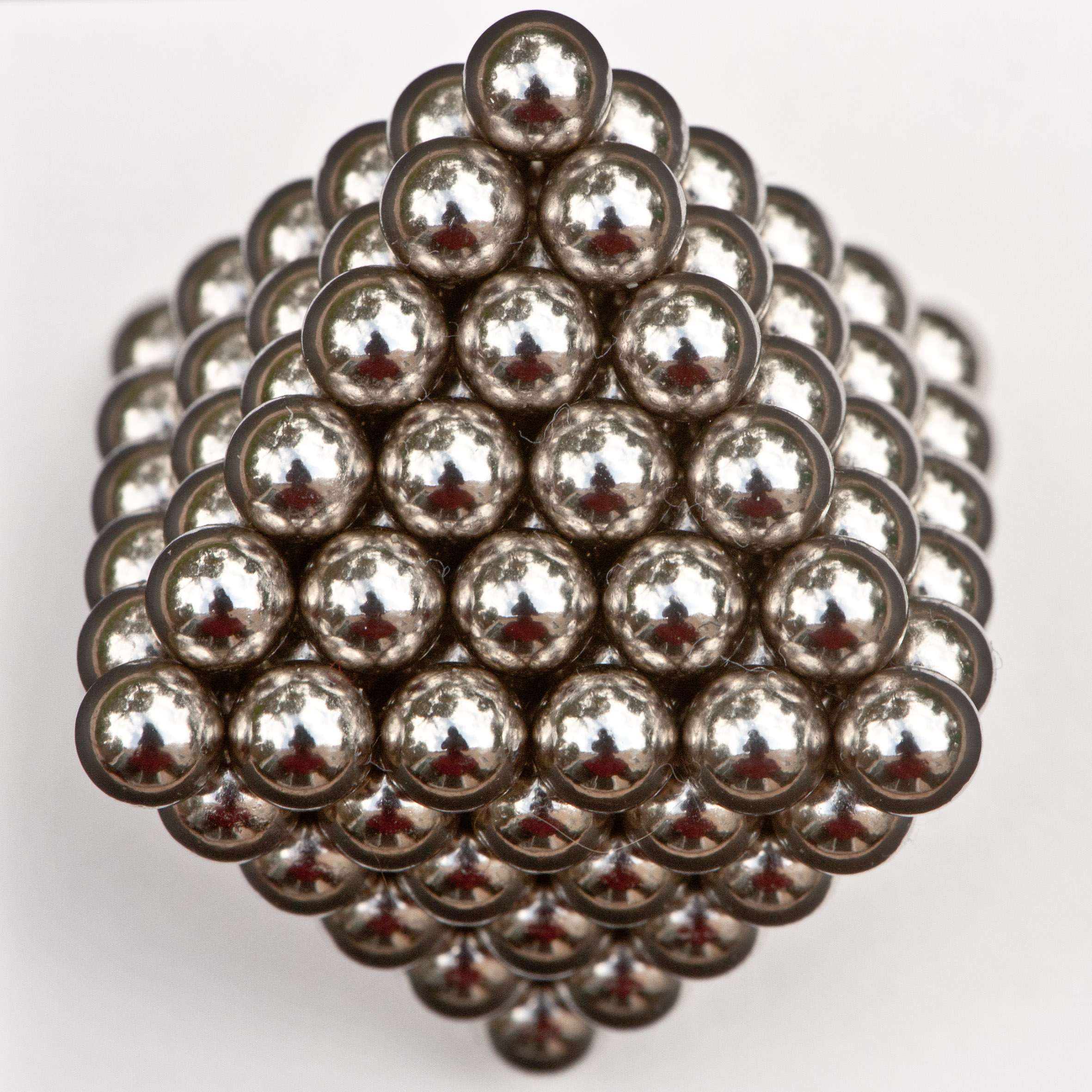
146 de bile magnetice de jucărie, ambalate sub forma unui octaedru

În teoria numerelor, un număr octaedric sau octaedral este un număr figurativ care reprezintă  numărul de sfere dintr-un octaedru format din sfere strânse. Este un număr platonician (adică un poliedru convex regulat), o subclasă a numerelor poliedrice sau poliedrale, subclasă la rândul său a numerelor figurative.
Al n-lea număr octaedric {\displaystyle O_{n}} poate fi obținut prin formula:
{\displaystyle O_{n}={n(2n^{2}+1) \over 3}.}
Primele câteva numere octaedrice sunt: 
1, 6, 19, 44, 85, 146, 231, 344, 489, 670, 891, 1156, 1469, 1834, 2255, 2736, 3281, 3894, 4579.
Un număr octaedric este suma a două numere piramidale consecutive.